# Alojzije Stepinac

Alojzije Stepinacs vapen. IN TE DOMINE SPERAVI (”Jag hoppas på Dig, Herre”).

Alojzije Viktor Stepinac, född 8 maj 1898 i Brezarić vid Krašić, död 10 februari 1960 i Krašić, var en kroatisk romersk-katolsk präst, Zagrebs ärkebiskop (1937–1960) och kardinal. 1998 utsågs han till martyr och saligförklarades av den dåvarande påven Johannes Paulus II. I sitt hemland uppbär han en speciell status och vördas som en av de största personligheterna inom Romersk-katolska kyrkan i Kroatien.  

## Biografi

### Uppväxt och bakgrund
Stepinac föddes i byn Brezarić i dåvarande Österrike-Ungern. Han var son till Josip Stepinac och Barbara Penić.

### Utbildning och karriär
Stepinac studerade bland annat vid Gregoriana i Rom. Han prästvigdes den 26 oktober 1930 i basilikan Santa Maria Maggiore. 1934 vigdes han till titulärbiskop av Nicopsi och i december 1937 förflyttades han till ärkebiskopsstolen i Zagreb.
I september 1946 arresterades Stepinac av den kommunistiska regimen i Jugoslavien och dömdes till 16 års husarrest för förräderi mot den jugoslaviska staten och för sitt samröre med den fascistiska Ustaša-regimen, som styrde den Oberoende staten Kroatien mellan 1941 och 1945.
Påven Pius XII utsåg 1953 Stepinac till kardinalpräst men han kunde aldrig resa till Rom för att ta emot den röda birettan.

### Kanonisering
Kardinal Alojzije Stepinac saligförklarades av påve Johannes Paulus II den 3 oktober 1998.